# معهد إيفو للبحوث الاقتصادية
معهد إيفو للبحوث الاقتصادية (بالإنجليزية: Ifo Institute for Economic Research) هو مؤسسة بحثية مقرها ميونيخ. إيفو هو اختصار لعبارة المعلومات والبحث. باعتباره واحدة من أكبر مراكز الأبحاث الاقتصادية في ألمانيا، فإنها تقوم بتحليل السياسة الاقتصادية وتشتهر بمؤشر إيفو الشهري لمناخ الأعمال في ألمانيا. وبحسب تقريره لعام 2021، يعمل في المنظمة 217 موظفًا. تصنفه صحيفة فرانكفورتر العامة على أنه معهد الأبحاث الاقتصادية الأكثر تأثيرًا في ألمانيا.

## مؤشر إيفو لمناخ الأعمال
يعد مؤشر مناخ الأعمال التابع لإيفو مؤشرًا مبكرًا للنشاط الاقتصادي ويتم إصداره شهريًا منذ عام 1972. وقاعدة البيانات التي يقوم عليها المؤشر هي مسح شهري لـ 7000 في صناعات البناء والتصنيع وتجارة الجملة والتجزئة. تتم متابعة المؤشر عن كثب من قبل المستثمرين والمعلقين والسياسة.

## تقرير عن الاقتصاد الألماني
يشارك معهد إيفو في التحليل المشترك مرتين سنويًا (الربيع والخريف) لحالة الاقتصاد الألماني والعالمي، وهو ما يسمى التوقعات الاقتصادية المشتركة.